# Gieboldehausen
Gieboldehausen város Németországban, Alsó-Szászországban. Szomszédos városok: Bodensee, Bilshausen, Hattorf am Harz, Rollshausen, Wollershausen, Wollbrandshausen és Rüdershausen.

## Fekvése
Göttingentől 22 km-rel keletre fekvő település.

## Történelem

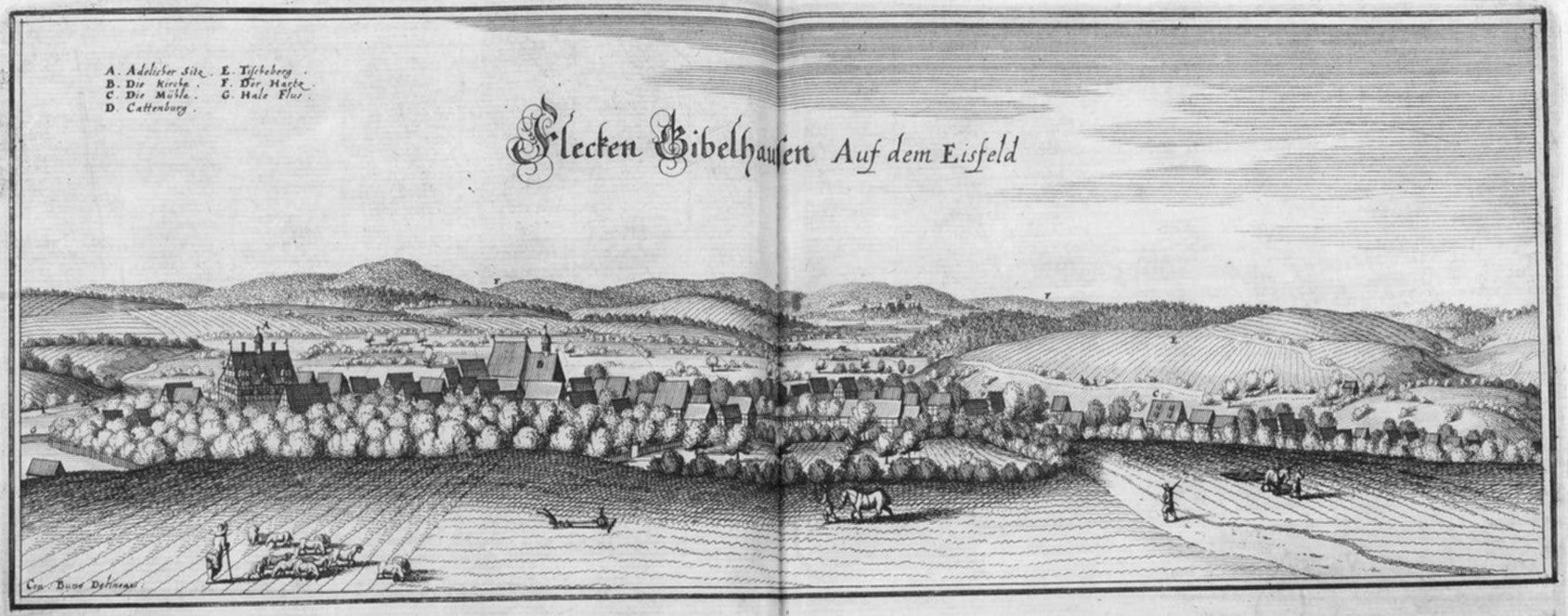

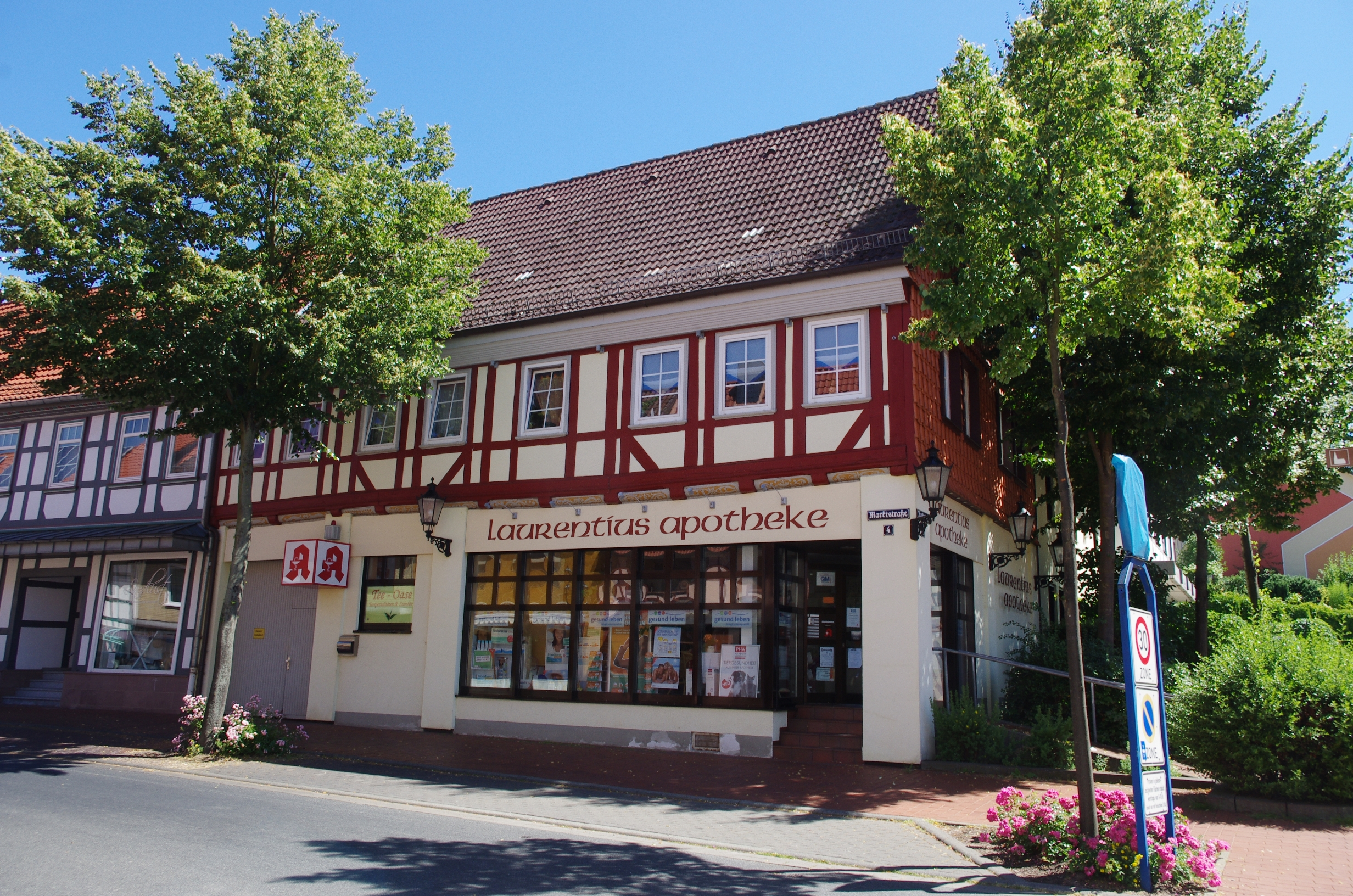

A környék már a bronzkorban is lakott volt, amit az itt talált régészeti leletek is bizonyítottak.
A mai település nevét 1003-ban Gebehildehuson néven említették először. A feltételezések szerint 500-800 között a közeli szétszórt településekből alakult ki. 1256-1324 között itt a Gandersheim kolostor és vára is említve volt.
A 13. századtól Gieboldehausen I. Henrik braunschweig-grubenhageni herceg birtokában volt, akitől három fia örökölte. 1342 vett III. Henrik mainzi érsek Gieboldehausent.
1694-ben, majd 1712-1850 között, valamint 1850-ben is nagy kolerajárvány pusztított a településen.

## Nevezetességek
- Gustav Adolf templom - 1877-ben épült neogótikus stílusban.
- Kastély - az egykori Burgmann székhelye a Lords of Minnigerode  A reprezentatív kastély egy három emeletes épület, mely a 16. század elején épült, azonban a hatalmas és boltíves pincerésze egy korábbi épület maradványa, amely körül egy erődített kőház állt árokkal, mely viszont valószínűleg a régi várépület helyén épült.

## Itt születtek, itt éltek
- Otto Meyer (1869–1947) - tanár és költő
- Hugo Dittberner (született 1944) - író
- Willi F. Gerbode (született 1955) - író és irodalmi kabaré színész
- Willi Döring (1924–1997) - Gieboldehausen polgármestere, a kerület, képviselője (CDU)
- Klaus Keil (* 1954) - teológus, zenetudós, karmester

## Galéria

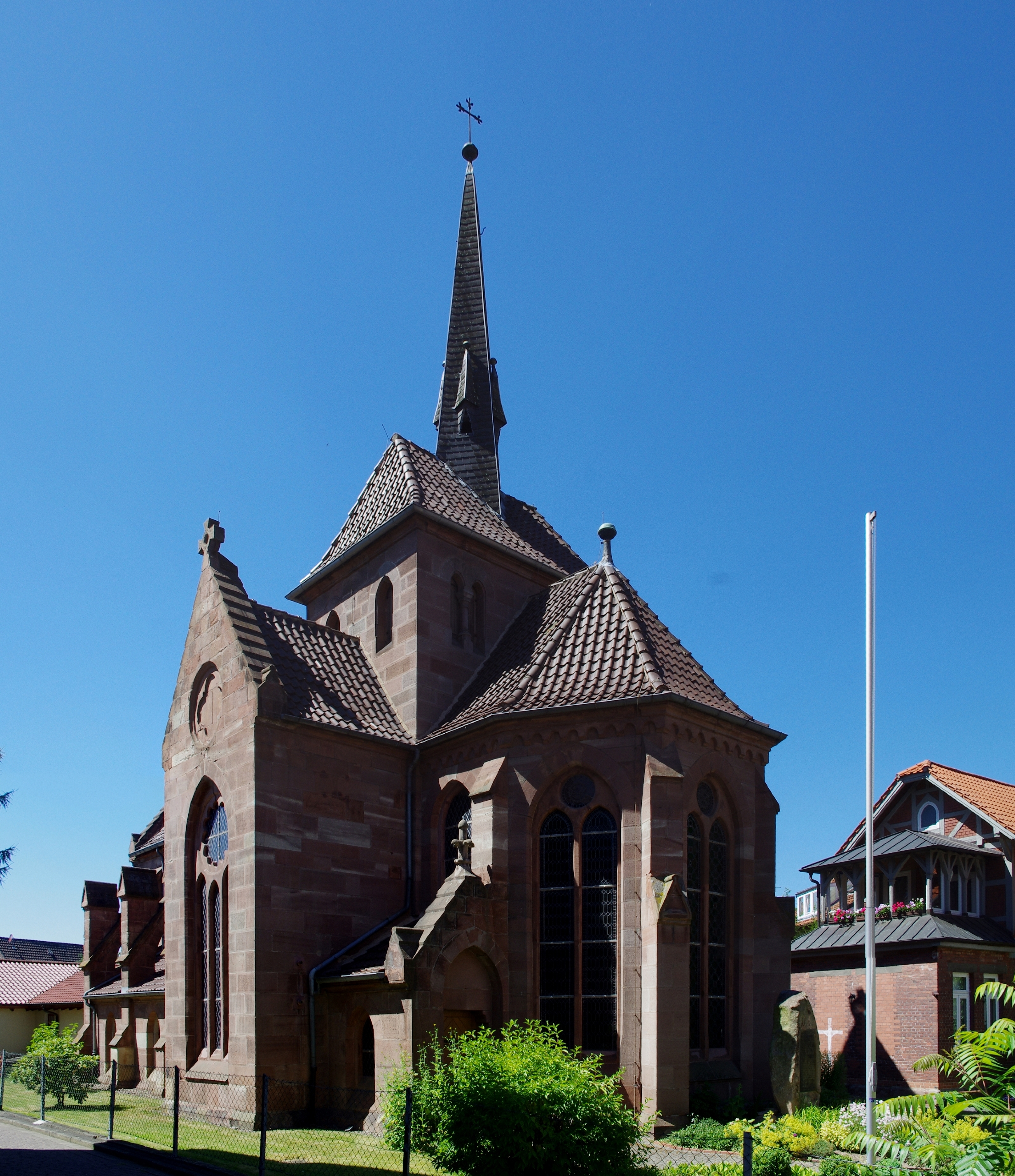
Gustav Adolf templom
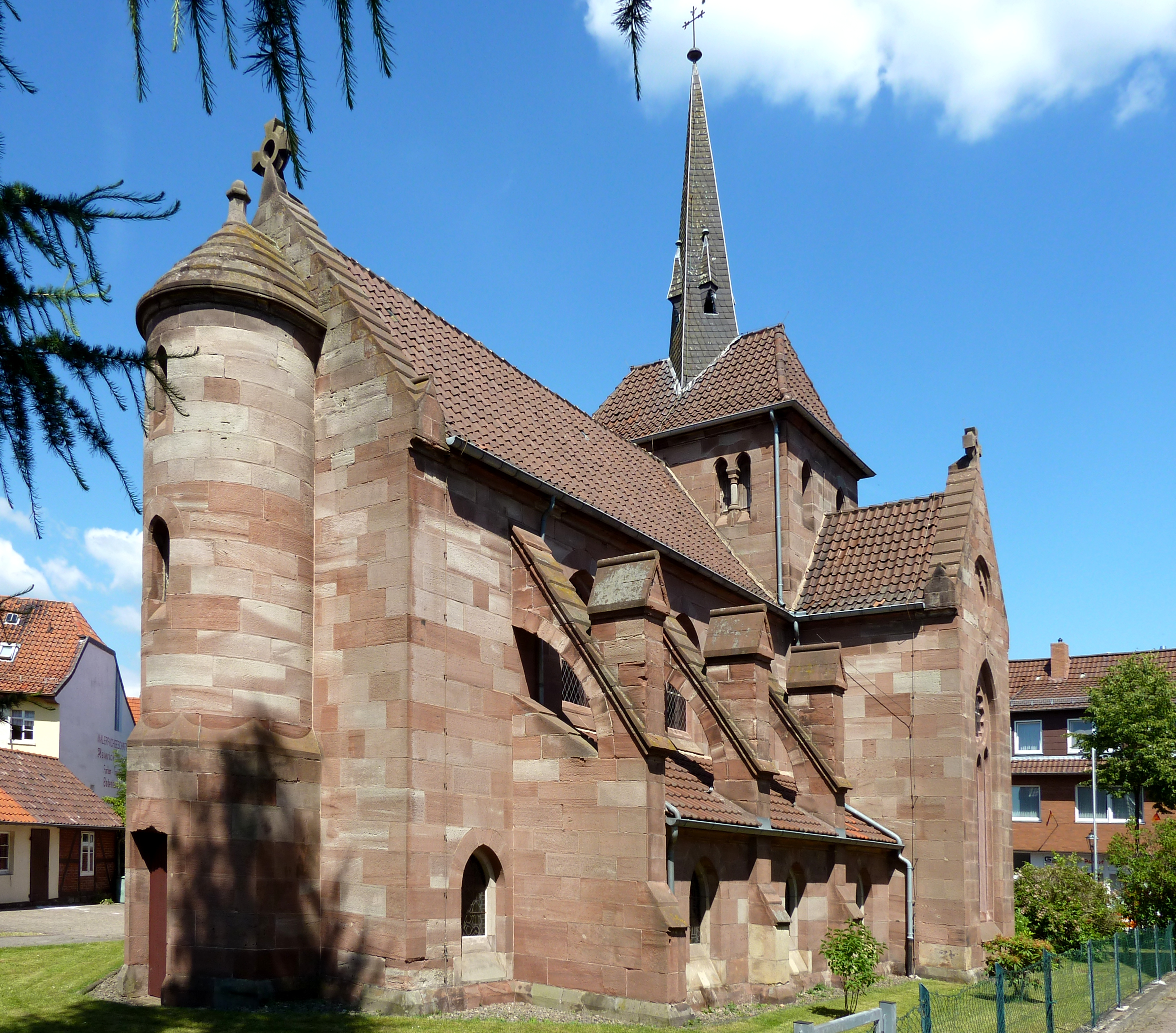
Gustav Adolf templom
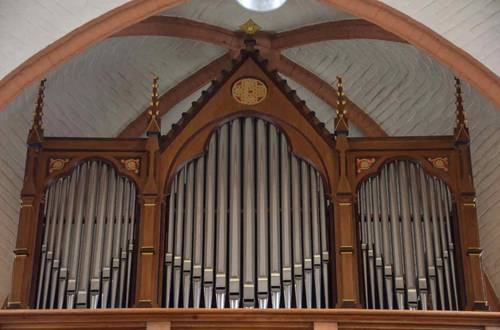
Az orgona
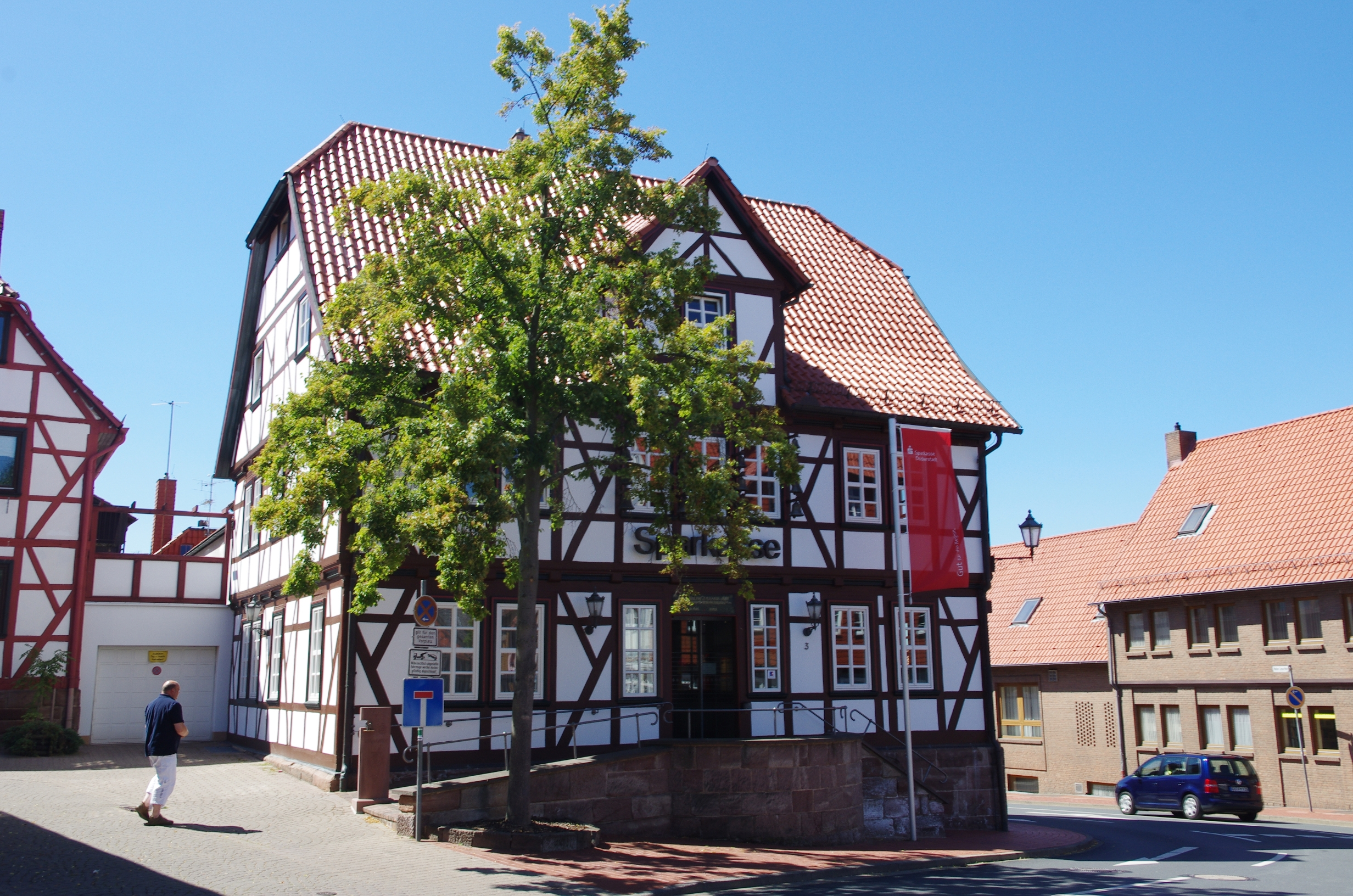
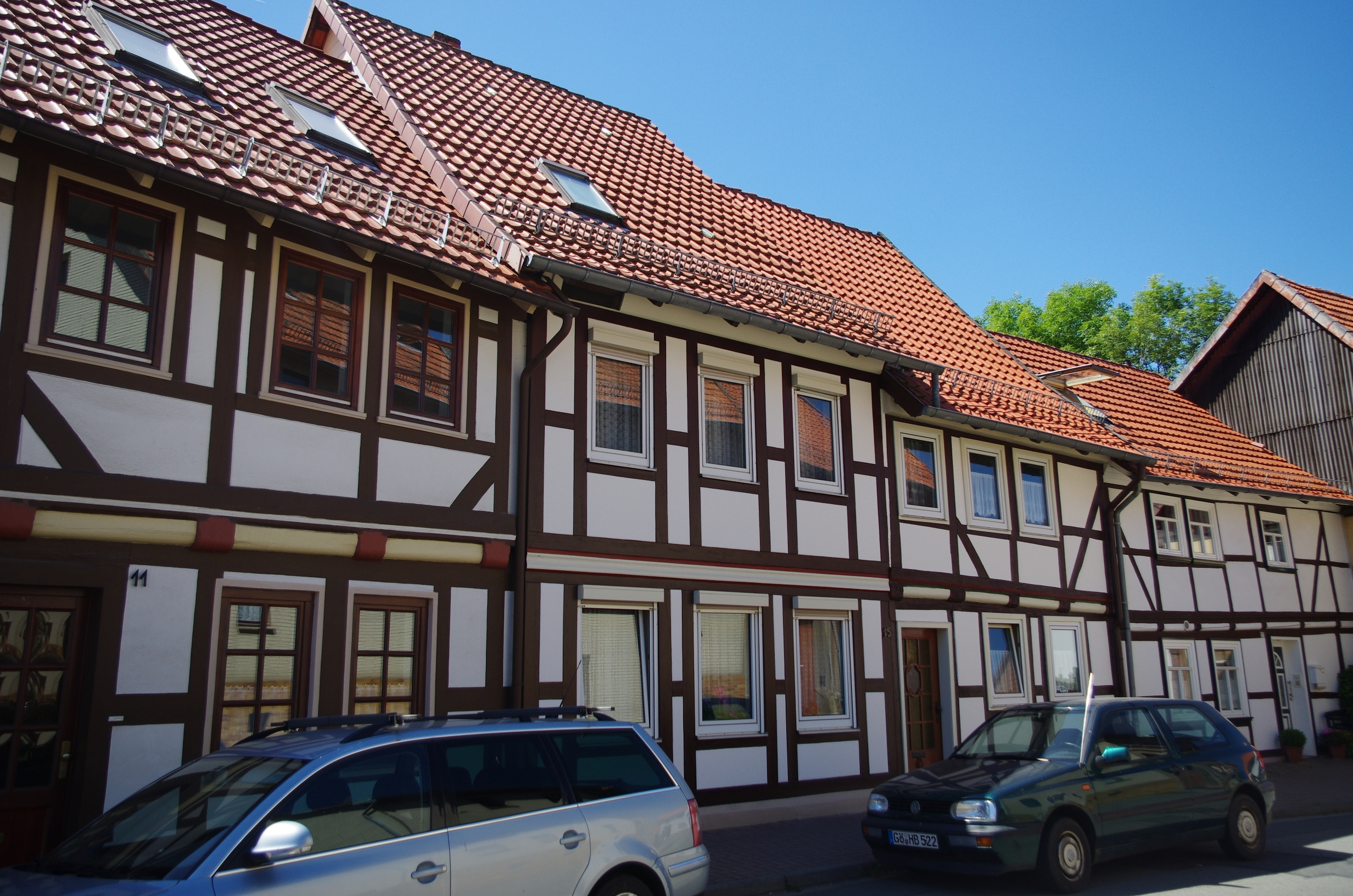
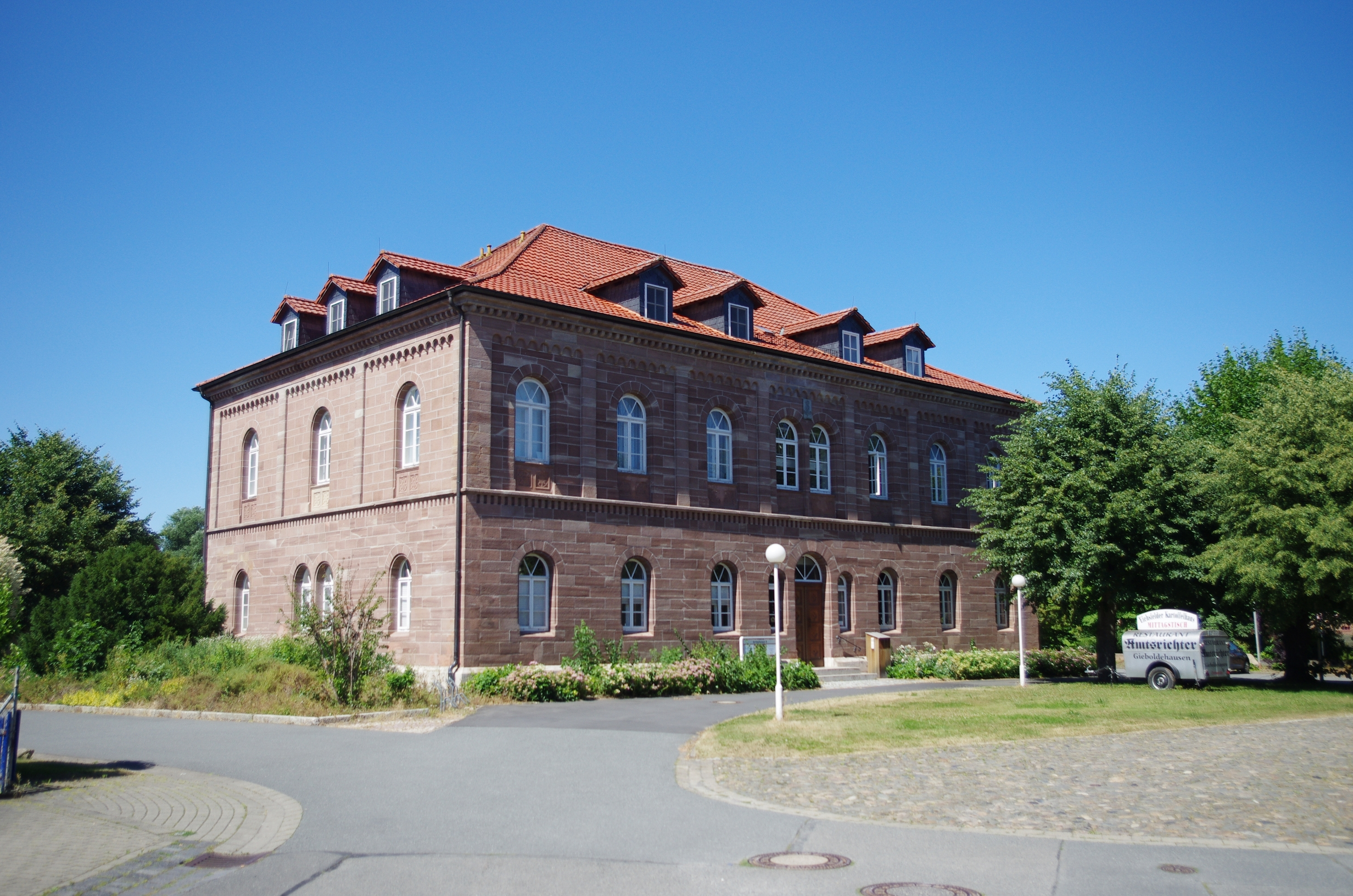
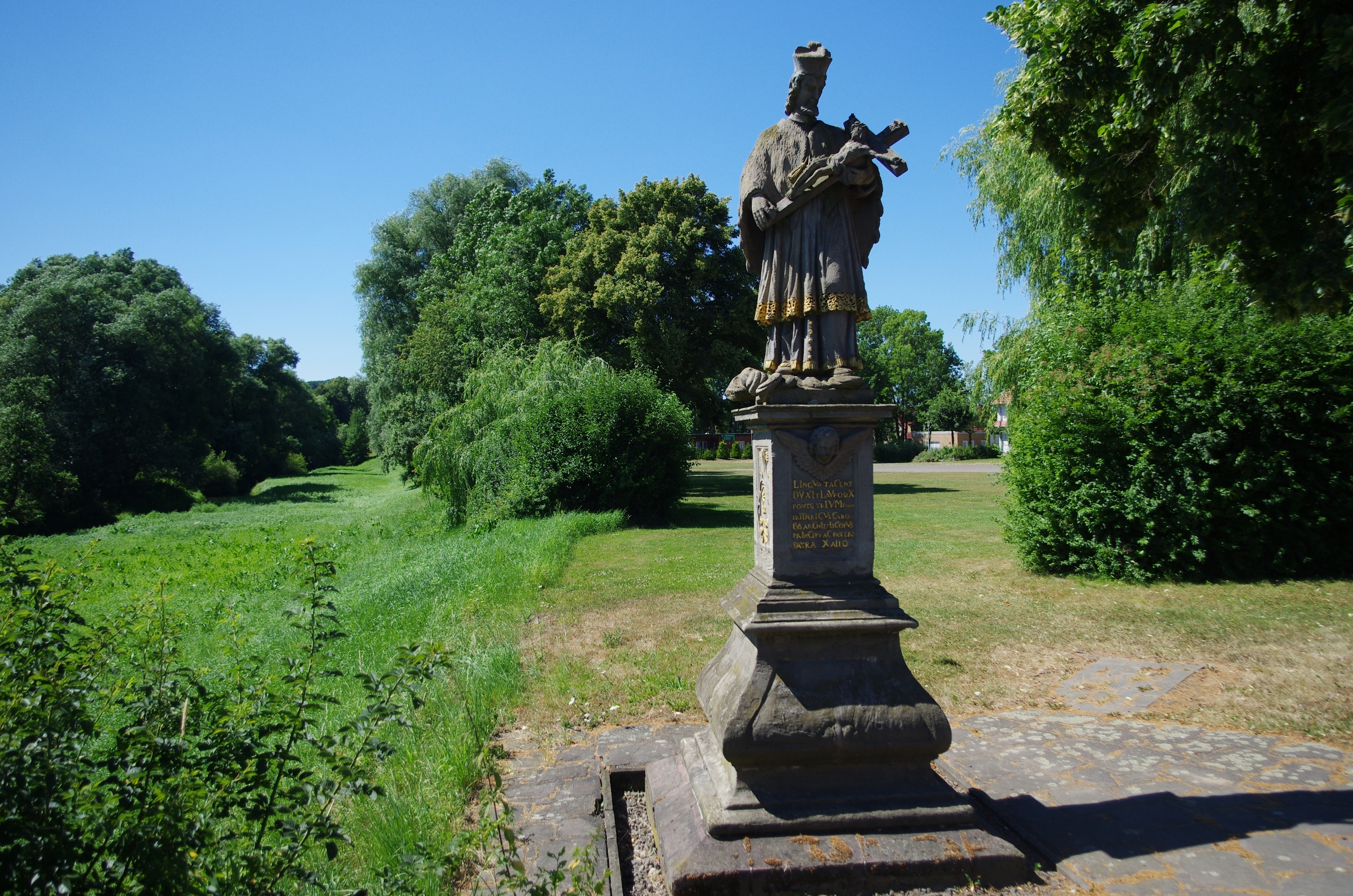
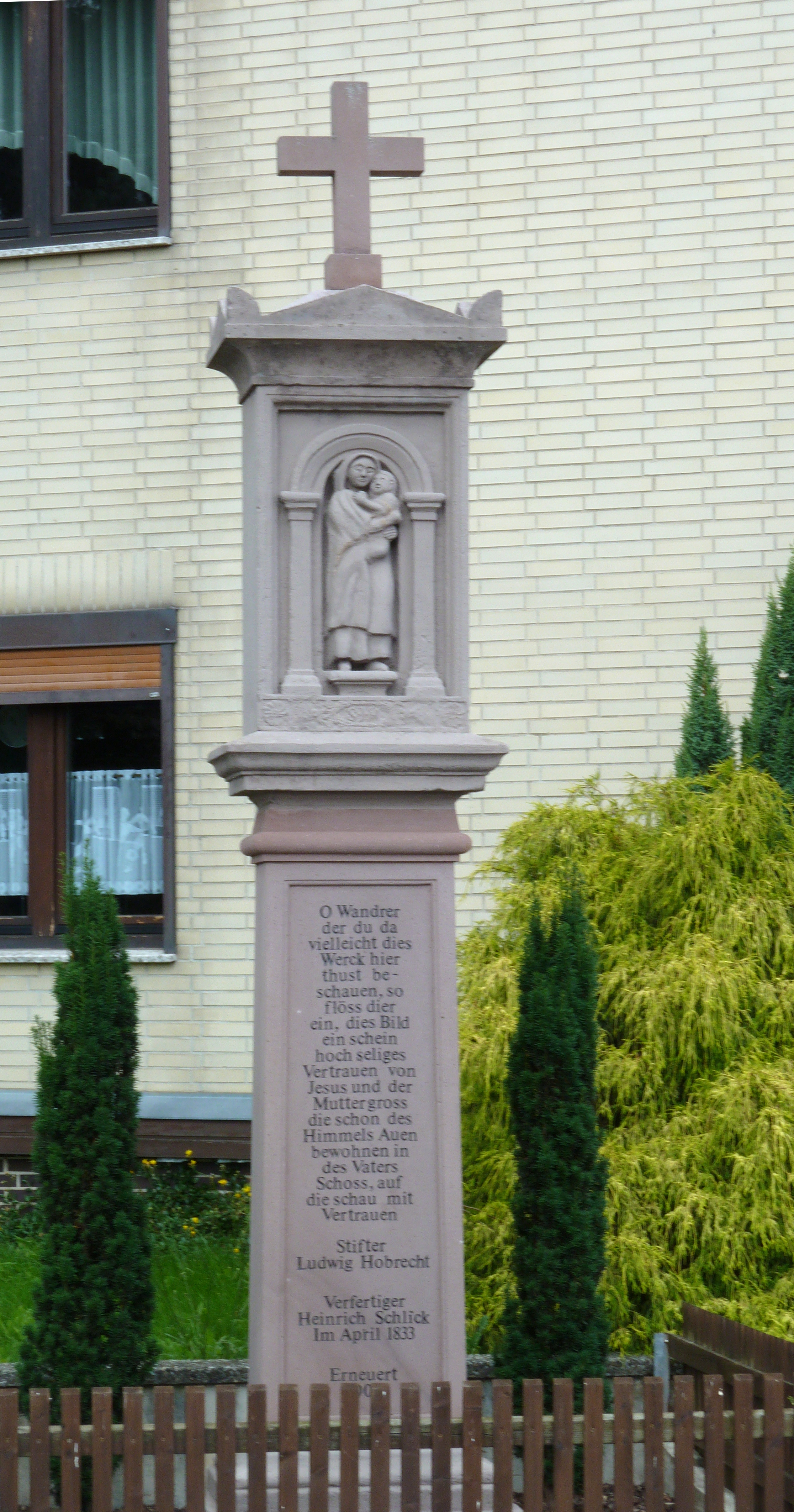

## Testvértelepülések
Gárdony, Magyarország (2007)